# العميرية
العميرية قرية سوريّة تتبع إداريّاً لمحافظة حلب منطقة السفيرة ناحية مركز السفيرة، بلغ تعداد سكانها 472 نسمة حسب التعداد السكاني لعام 2004.